# Liste der Nummer-eins-Hits in Belgien (1965)
Diese Liste enthält alle Nummer-eins-Hits in Belgien im Jahr 1965. Es gab in diesem Jahr zehn Nummer-eins-Singles.
| Singles |
| --- |
| - The Rolling Stones – Tell Me - 1 Monat (1. Januar – 31. Januar) - Lucille Starr – The French Song (Quand le soleil dit bonjour aux montagnes) - 2 Monate (1. Februar – 31. März) - Guy Mardel – N'avoue jamais - 2 Monate (1. April – 31. Mai) - Mikis Theodorakis – Zorba's Dance - 1 Monat (1. Juni – 30. Juni) - Sam the Sham & the Pharaohs – Wooly Bully - 1 Monat (1. Juli – 31. Juli) - Nini Rosso – Il silenzio - 1 Monat (1. August – 31. August) - André Brasseur – Early Bird - 1 Monat (1. September – 30. September) - Christophe – Aline - 1 Monat (1. Oktober – 31. Oktober) - Shawn Elliott – Shame and Scandal in the Family - 1 Monat (1. November – 30. November) - The Beatles – Yesterday - 1 Monat (1. Dezember – 31. Dezember) |